# Safranbolu (district)
Safranbolu is een Turks district in de provincie Karabük en telt 49.821 inwoners (2007). Het district heeft een oppervlakte van 1000 km². Hoofdplaats is Safranbolu.
De bevolkingsontwikkeling van het district is weergegeven in onderstaande tabel.
| 1997   | 2000   | 2007   |
| ------ | ------ | ------ |
| 45.970 | 47.257 | 49.821 |